# 降り懸かる火の粉は拂はねばならぬ
『降り懸かる火の粉は拂はねばならぬ』（ふりかかるひのこははらわねばならぬ）は、いわゆる「ライカ・コンタックス論争」のさなかの1936年3月に、日本におけるライカの輸入代理店であったドイツ系商社「シュミット商会」が3万部を作成したB6判20ページの小冊子である。

## 背景
コンタックス党であった佐和九郎は、カール・ツァイスの日本法人であったカール・ツァイス株式会社が1935年に発行した『コンタックス綜合型録兼使用書』などを担当した中で、ライカの名こそ出さないが明らかにライカの機構上の欠点を書き並べ、コンタックスの優位性を強調した。ライカの側でも同じことをしており、だんだんそれがエスカレートする結果となった。

また佐和九郎はK.K.Kのペンネームでアサヒカメラ1935年8月号に一見公平に見えつつコンタックスよりの記事を書いている。

## 内容
これに対する反論としてシュミット商会の井上鍾はこの冊子を作成した。例えば外観が「（ヴェスト・ポケット・コダックの模倣だとされた点に関して）フイルムを巻けば円筒状をなすは自然」「丸いものが弱くて角型のものが強く、薄いものが弱くて厚いものが強いとは、野蛮人か子供騙しの論」とし、裏表紙では「吾人は寡聞にして、商品の性能の意義なき比較を大童になって研究発表する学者ないし素人をも、不幸にしてみたことがない。素人の商品比較批判は人を謬り自らの名を堕すもの、慎むべきである」と強い調子で批判している。
また後半は『ライカ写真入門』などを著した畑宗一が『伸のきくライカ』、カメラ修理の第一人者であった牧村雅雄が『機械人のみたライカ』という題で寄稿しており、最低点をつけられたシャッターについての反論「（コンタックスのシャッターが金属幕であることについて）ライカのもつ布製シャッター幕に対しより優秀と宣伝する「全金属製シャッター」は、実にその製作所営業部の希望を多分に容れたものであって、技術家の良心的設計とは到底私には考えることはできない」「布紐にかくも重要な働きをさせながら「全金属」という宣伝は、その会社の良心をさえ疑いたくなろうというもの」という箇所は『機械人のみたライカ』の部分にある。

## その後
この後も論争は泥仕合化して続いたが、第二次世界大戦の激化に伴い下火になった。